# Le Royaume
Le Royaume je francouzský hraný film z roku 2024, který režíroval Julien Colonna. Snímek měl světovou premiéru dne 20. května 2024 na filmovém festivalu v Cannes v sekci Un certain regard.

## Děj
Korsika v roce 1995. Patnáctiletá dívka Lesia jede za svým otcem, který se ukrývá v odlehlé vile. Po neúspěšném pokusu o atentát a několika vyřizováních účtů na pozadí gangsterských válek se otec a dcera ocitnou na útěku, při kterém se snaží urovnat svůj vzájemný vztah.

## Obsazení
| Ghjuvanna Benedetti  | Lesia Savelli       |
| Saveriu Santucci     | Pierre-Paul Savelli |
| Anthony Morganti     | Sté                 |
| Andrea Cossu         | Santu               |
| Frederic Poggi       | Petru               |
| Régis Gomez          | Ghjasé              |
| Eric Ettori          | Jeannot             |
| Thomas Bronzini      | Joseph              |
| Pascale Mariani      | Louise              |
| Attilius Ceccaldi    | César               |
| Ghjuvanni Biancucci  | Romain              |
| Joseph Pietri        | Thomas              |
| Marie Murcia         | Marianne            |
| Toussaint Martinetti | Fred                |
| Alexandre Joannides  | Laurent             |

## Ocenění
- César: nominace v kategorii nejlepší filmový debut (Julien Colonna)